# Долгомостье
Долгомостье— деревня в Смоленской области России, в Починковском районе. Население — 13 жителей (2010 год). Расположена в центральной части области в 23 км к северу от Починка, в 9 км восточнее автодороги Р120 Орёл — Витебск, железнодорожная станция о.п. 349-й км на ветке Смоленск — Рославль. Входит в состав Лосненского сельского поселения.

## История
Деревня упоминается ещё в 1239 году. Здесь были разгромлены монголо-татары, возвращавшиеся из набега в Венгрию, тем самым была предотвращена угроза разорения Смоленска.

## Достопримечательности
Часовня на месте битвы.